# Affaire de la Royal Mail
L'affaire de la Royal Mail, ou R v Kylsant & Otrs, est une affaire judiciaire survenue au Royaume-Uni en 1931.
Après un audit indépendant de la Royal Mail Steam Packet Company mené par le Trésor de Sa Majesté, le propriétaire de la compagnie, Lord Kylsant, et son auditeur, John Moreland, sont arrêtés et accusés d'avoir falsifié un prospectus et les comptes de la compagnie, afin de faire croire que celle-ci était rentable et ainsi d'attirer des investisseurs. Tous deux sont innocentés de cette dernière charge, mais Kylsant est reconnu coupable pour la falsification du prospectus et condamné à un an de prison.
La compagnie est liquidée, puis recréée sous le nom de Royal Mail Lines avec l'appui du gouvernement britannique. Au-delà de ses conséquences immédiates, l'affaire entraîne également des changements importants dans la pratique des audits, en révélant au grand jour des défaillances dans le contrôle des comptes des entreprises.

## Contexte

Le pavillon de la Royal Mail Steam Packet Company.

La Royal Mail Steam Packet Company est une compagnie maritime britannique fondée en 1839 à Londres. Owen Philipps en devient le président en 1902 et procède à de nombreuses acquisitions : il rachète la Pacific Steam Navigation Company pour 1,5 million de livres en 1902, puis la Union-Castle Line en 1912, et prend le contrôle des chantiers navals Harland and Wolff en 1924,. Avec l'acquisition de la White Star Line en 1927, la Royal Mail Steam Packet Company devient la plus grande compagnie maritime au monde. Philipps est anobli en 1923 et devient baron Kylsant.
Durant la Première Guerre mondiale, le gouvernement réquisitionne les navires de la compagnie contre paiement. Ces bénéfices sont mis de côté afin de régler les impôts sur le revenu et sur les bénéfices. Après paiement, il reste environ un million de livres, qui sont à leur tour mis de côté en prévision d'éventuels soucis financiers. Le Trade Facilities Act 1921 donne lieu à de nouvelles rentrées d'argent gouvernemental, mais les bénéfices chutent dans les années qui suivent, et à partir de 1926, les administrateurs complètent les revenus de la compagnie à l'aide de fonds puisés dans ces réserves.
En 1929, la compagnie demande au Trésor de Sa Majesté une extension de la période de remboursement des prêts du gouvernement à la compagnie. Le Trésor souhaite d'abord un audit des comptes de la compagnie, et demande à William McClintock un rapport sur son état financier. Le rapport de McClintock révèle que la compagnie n'a fait aucun bénéfice net depuis 1925, mais continue à payer des dividendes en puisant dans ses réserves. Elle a communiqué 439 000 £ de bénéfices pour 1926, mais a retiré 750 000 £ des réserves et maquillé les comptes pour que l'argent semble issu de transactions. En 1927, la compagnie affiche des pertes nettes de 507 000 £, mais une fois encore, de l'argent tiré des caisses est utilisé pour que la compagnie semble avoir réalisé 478 000 £ de bénéfices. Par ailleurs, elle émet en 1928 un prospectus frauduleux, invitant les actionnaires à acheter des parts en affirmant avoir réalisé en moyenne 500 000 £ de bénéfices annuels durant la dernière décennie. À la lumière de ces découvertes, des mandats d'arrêt sont émis aux noms de Lord Kylsant et de John Moreland, l'auditeur de la compagnie. Lorsque la ruse est éventée, la compagnie affiche des pertes annuelles de 300 000 £, les réserves sont vides et les dettes se montent à 10 millions de livres.

## Le procès

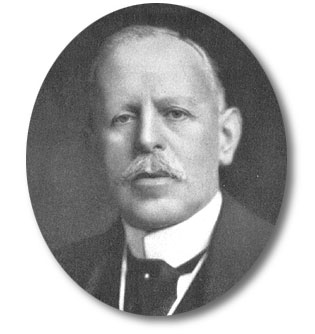
Lord Kylsant.

Le procès s'ouvre le 20 juillet 1931 à Old Bailey. Le juge est Robert Wright (en), l'accusation est représentée par William Jowitt, D. N. Pritt (en) et Eustace Fulton et la défense par John Simon, J. E. Singleton et Wilfrid Lewis pour Lord Kylsant, et Patrick Hastings (en), Stuart Bevan (en), Frederick Tucker (en) et C. J. Conway pour John Moreland. Trois chefs d'accusation sont retenus, correspondant à des violations du Larceny Act 1861 (en). Le premier accuse Kylsant d'avoir publié le rapport annuel pour 1926 dans le but de tromper les actionnaires sur l'état financier de la compagnie, et Moreland de complicité. Le second est identique, mais porte sur le rapport annuel pour 1927. Le troisième, concernant seulement Kylsant, l'accuse d'avoir publié le prospectus de 1928 invitant le public à confier son argent à la compagnie. Les deux défenseurs plaident non coupables pour tous les chefs d'accusation.
Appelé comme témoin, Lord Plender (en), l'un des experts-comptables les plus réputés du pays, défend la pratique consistant à utiliser les réserves secrètes d'une compagnie pour calculer ses bénéfices sans l'avouer. Selon lui, c'est chose courante, y compris parmi les firmes « les plus réputées ». Patrick Hastings déclare : « si mon client […] est coupable, alors tous les comptables de la Cité de Londres et du monde le sont également ». Finalement, Kylsant et Moreland sont acquittés pour les deux premiers chefs d'accusation, mais Kylsant est reconnu coupable pour le troisième et condamné à douze mois de prison.
Kylsart paie sa caution et fait appel de sa condamnation. La Cour d'appel rejette sa demande en novembre 1931, estimant que le contenu du prospectus avait beau être véridique, le document dans son ensemble était mensonger du fait de ses omissions, implications et dissimulations.

## Conséquences
L'affaire entraîne plusieurs changements dans la procédure d'audit. La décision de justice est accueillie tièdement par les comptables du royaume, dans la mesure où l'utilisation de réserves secrètes dans la comptabilité constitue une pratique courante et admise, comme l'a souligné Lord Plender lors du procès, et que les chefs d'accusation liés à cette question n'ont pas débouché sur une condamnation. Cependant, après cette affaire, les compagnies commencent à faire apparaître cette pratique dans leurs rapports d'audits. Le Companies Act 1947 (en) affirme clairement qu'il n'est plus acceptable de taire cette pratique, et que les compagnies « honnêtes et justes » se doivent de la faire apparaître dans leurs comptes-rendus financiers. L'affaire a également des conséquences importantes sur le travail des comptables. Jusqu'alors tenus de suivre la loi, on s'attend désormais à ce que leurs décisions soient également dictées par la morale et l'éthique.
Après la condamnation de Kylsant, la Royal Mail Steam Packet Company est liquidée, puis recréée avec l'appui du gouvernement britannique sous le nom de Royal Mail Lines. Philipps, déchu de ses titres, purge sa peine à la prison de Wormwood Scrubs. Libéré en août 1932, il se tient à l'écart de la sphère publique jusqu'à sa mort, en 1937.